# Ehrenring der Stadt Minden
Der Ehrenring der Stadt Minden ist eine Auszeichnung der ostwestfälischen Stadt Minden und wird seit 1964 an Persönlichkeiten vergeben, die sich in erhöhtem Maße um das Wohl und Ansehen der Stadt Minden auf kommunalpolitischem, wirtschaftlichem, sozialem, kulturellem und sportlichem Gebiet verdient gemacht haben. Er ist eine der höchsten Auszeichnungen der Stadt Minden.

## Gestaltung und Geschichte
Der Ehrenring der Stadt Minden ist aus Gold und zeigt das Stadtwappen. In den Ring werden die Worte eingraviert: „Ehrenring der Stadt Minden für (Name des Geehrten)“. Der Ehrenring der Stadt Minden wurde in der Satzung vom 11. Oktober 1963 bekannt gegeben. Die Satzung trat am Tage nach ihrer Veröffentlichung in Kraft. Geändert am 21. Dezember 2000.
Das Recht zum Tragen des Ehrenringes steht nur dem/der Beliehenen zu und erlischt mit dessen/deren Tod. Die Auszeichnung darf von dem/der Beliehenen bzw. den Erben weder verschenkt oder veräußert werden. Der Ehrenring fällt nach dem Tode des/der Beliehenen an die Stadt Minden zurück.

## Träger des Ehrenringes
| Name                      | Jahr | Gestorben | Begründung                                                                                      |
| ------------------------- | ---- | --------- | ----------------------------------------------------------------------------------------------- |
| Hans Gelderblom           | 1964 | † 1966    | Wiederaufbau des Mindener Doms nach dem II. Weltkrieg, 1. Träger des Ehrenrings                 |
| Werner March              | 1973 | † 1976    | Architekt des Wiederaufbaus des Doms und Alten Rathauses                                        |
| Hertha Wehrenbrecht       | 1980 | † 2012    | Mutter der Diakonie in Minden                                                                   |
| Werner Pohle              | 1989 | † 2012    |                                                                                                 |
| Inge Meidinger-Geise      | 1993 | † 2007    |                                                                                                 |
| Reintraud Schimmelpfennig | 1997 | † 2002    | Theologin, Förderung des ökumenischen Geistes in Minden                                         |
| Ilse Finkeldey            | 1996 | † 2021    | langjährige Stadtverordnete und CDU-Seniorenunionvorsitzende                                    |
| Paul Jakobi               | 1998 |           | Propst am Dom zu Minden, Publizist                                                              |
| Wilfried Kampa            | 1999 |           | Bauunternehmer und Stiftungsgründer                                                             |
| Inge Dührkoop             | 2003 | † 2015    | langjährige Stadtverordnete für die SPD-Fraktion, Kreistagsabgeordnete und aktives AWO-Mitglied |
| Karl-Heinz Gerold         | 2005 | † 2025    | langjähriger Stadtverordneter und 25 Jahre Vorsitzender des Bauausschusses                      |
| Günther Henneking         | 2008 |           | Träger Bundesverdienstkreuz, Autor über Eisenbahnuniformen                                      |
| Birger Hausmann           | 2016 |           | Gründer von Deutschlands ältestem Amateurkabarett "Die Stichlinge".                             |
| Jutta Hering-Winckler     | 2019 |           | Vorsitzende Richard Wagner Verband Minden e.V. für "Ring in Minden".                            |

Quelle: Homepage der Stadt Minden. Die Stadt Minden beschränkt die Träger des Ehrenrings auf 25 lebende Personen.

## Entscheidergremium
Vorschlagsberechtigt sind der/die Bürgermeister(in) und die Fraktionen des Rates der Stadt Minden. Die Stadtverordnetenversammlung der Stadt Minden entscheidet in nichtöffentlicher Sitzung mit einfacher Mehrheit.